# Лічков Леонід Семенович
Леонід Семенович Лічков (рос. Леонид Семёнович Личков; нар. 1855 — пом. 1943) — російський статистик і публіцист. Батько геолога Бориса Лічкова.

## Біографія
Закінчив Петровську землеробську академію в Москві. У 1879—1880 роках брав участь у дослідженні Архангельським губернським статистичним комітетом поземельної громади та в укладанні бібліографії з літератури краю.
У 1881—1887 роках перебував на земській службі, спочатку у справах статистики, у Рязані та Саратові (завідувач бюро), потім як секретар Саратовської губернської земської управи.